# TV Półwysep
TV Półwysep – telewizja lokalna nadająca na terenie Władysławowa, Helu i części Pucka.
Program można oglądać w:
- Władysławowie
- Pucku
- Jastarni
- Helu

Emitowane są relacje z imprez odbywających się w regionie. Stacja emituje również programy Twojej Telewizji Morskiej.